# Rudolf Bohnstedt
Rudolf Maximilian Bohnstedt (* 25. Juli 1900 in St. Petersburg, Russisches Kaiserreich; † 6. Januar 1970 in Gießen) war ein deutscher Dermatologe.

## Leben
Bohnstedt besuchte die humanistische Abteilung der Deutsch-Reformierten Schule in St. Petersburg. 1919 kehrte er nach Deutschland zurück. Er studierte Medizin in Marburg und München und legte 1925 in München das Medizinische Staatsexamen ab. Im Jahr darauf erhielt er die Approbation. Nach einem praktischen Jahr in Dresden und einer dreimonatigen Tätigkeit als Schiffsarzt auf der MS Duisburg nahm er am 1. Januar 1927 eine Tätigkeit als Assistenzarzt an der Universitäts-Hautklinik Marburg auf. Von August 1928 bis Februar 1935 war er unter Leo von Zumbusch an der Universitäts-Hautklinik in München tätig.
Seine Habilitation 1935 wurde aus politischen und rassischen Gründen nicht anerkannt. In der Folge ließ er sich in Dresden als Facharzt nieder und kam 1939 nach Berlin. Dort wurde er am 1. Juli 1945 Dirigierender Arzt der Dermatologischen Abteilung des Krankenhauses der Polizei und lehrte ab Herbst 1946 Dermatologie an der Universität Berlin. 1948 übernahm er kommissarisch die ärztliche Leitung der der Universitäts-Hautklinik Marburg. Nach Umhabilitation wurde er im März 1949 in Marburg zum außerplanmäßigen Professor ernannt. 1950 wechselte er als Professor und Direktor der Universitäts-Hautklinik nach Gießen.

## Ehrungen
- 1968: Großes Verdienstkreuz der Bundesrepublik Deutschland.[1]